# حسين محمد بافقيه
حسين محمد بافقيه (ولد 1964 م) ناقد أدبي وإعلامي ومؤرِّخ ثقافي سعودي. رأس تحرير جريدة أم القرى، ومجلة الحج والعمرة، وعُيِّن مديرًا عامًّا للأندية الأدبية في السعودية في إبريل 2013. كتب في عدد من الصحف والمجلات منها صحيفتا الوطن ومكة. صدرت له عشرات المؤلفات في النقد والتاريخ الثقافي منها كتاب «طه حسين والمثقفون السعوديون»، و«حياة واحدة لا تكفي».

## ولادته وتحصيله
وُلد حسين محمَّد عَلَوي بافقيه في جُدَّة عام 1964، حصل على شهادة (بكالوريوس) في اللغة العربية وآدابها، من كلِّية الآداب بجامعة الملك عبد العزيز في جُدَّة، عام 1409هـ/ 1989م، ثم نال شهادة (ماجستير) في النقد الأدبي الحديث، من جامعة الملك سعود بالرياض، عام 1424هـ/ 2004م.

## وظائفه ومناصبه
عمل الأستاذ حسين في وِزارة الثقافة والإعلام في قسم الشؤون الثقافية بمحافظة جدة. وشغل منصب رئيس التحرير لعدَّة مجلَّات ثقافية سعودية منها:
- رئيس تحرير مجلَّة الإعلام والاتِّصال (1427-1430هـ).
- المدير العامّ ورئيس التَّحرير لجريدة أمّ القرى (1427-1434هـ).
- المدير العامّ لإدارة الأندية الأدبيَّة (1434هـ).[4][5]
- رئيس تحرير مجلَّة الحجّ والعمرة الَّتي تصدرها وزارة الحجّ (1423هـ-1426هـ).

## كتبه وآثاره
نُشرت له المؤلفات الآتية:
1. الجوائز الأدبيَّة: الحدود والأقنعة، 1999م.
2. إطلالة على الثقافة في المملكة العربيَّة السُّعُوديَّة، كُتَيِّب المجلَّة العربية،2006م.
3. طه حسين والمثقَّفون السُّعُوديُّون، 2009م.
4. ذاكرة الرِّواق وحلم المطبعة، أصول الثَّقافة الحديثة في مكَّة المكرَّمة، 2009م.
5. مَضايِقُ الشِّعر، حمزة شحاته والنَّظريَّة الشِّعريَّة، 2012م.[7]
6. خواطر مصرَّحة، تأليف: محمَّد حسن عوَّاد، تحريرًا وتقديمًا، 2012م.
7. الأدب الفنِّيّ، تأليف: محمَّد حسن كتبيّ، تحريرًا وتقديمًا، 2013م.
8. العيش في الكتابة، دراسة في نقد عبد الله عبد الجبَّار، 2014م.
9. ضَحِكٌ كالبُكا، الشِّعْر الحلمنتيشيّ في مَبَاهِجه وأحزانه، 2015م.[8]
10. ما قبل الأدب الحديث، النُّخبة العالمة في حائل 2016م
11. الحداثة الغائبة، نشأة النَّقد الألسنيّ في المملكة العربيَّة السُّعُوديَّة 2017م.
12. تِهامةٌ وطَني، محمَّد سعيد طيِّب والثَّقافة، 2017م.[9]
13. كلكم يطلب صيد: فصول أدبية ومقالات ثقافية. 2017.[10]
14. أفئدة مِن الناس فصول في أدب الحج وثقافته، 2018م.[11]
15. عطر النقد، 2018م.[12]
16. عبروا النهر مرتين: قراءات في السيرة الذاتية، 2019م.[13]
17. بكري شيخ أمين: من الجامع إلى الجامعة. 2019م
18. الذي رأى وسمع: محمد نصيف صفحةٌ من تاريخ الثقافة في جُدة. 2021م.[14]
19. ألف لا شيء عليها: تكوين أدباء الرعيل. 2022.[15]
20. حياة واحدة لا تكفي: ذكريات أدبية وفصول ثقافية عن القراءة والكتب. 2023م.[16]

## وصلات خارجية
- في مكتبة حسين بافقيه
- أ. حسين بافقيه | شذرات من البلاغة والنقد | #بودكاست_بيان
- الأستاذ حسين بافقيه في مئوية النشر السعودي || برنامج تفاصيل
- الندوة | تحديث الثقافة في السعودية - مع الناقد والمؤرخ السعودي حسين بافقيه
- شرفة ثقافية| هموم معرفية مع أ. حسين بافقيه